# Грей, Генри Джордж, 3-й граф Грей
Генри Джордж Грей, 3-й граф Грей (англ. Henry George Grey, 3rd Earl Grey; 28 декабря 1802 — 9 октября 1894) — британский дворянин и государственный деятель. Он носил титул учтивости — виконт Хоуик с 1807 по 1845 год.

## Происхождение и образование
Родился 28 декабря 1802 года. Старший сын Чарльза Грея, 2-го графа Грея (1764—1845), который занимал пост премьер-министра в 1830-х годах, от его жены, достопочтенной Мэри Понсонби (1776—1861), дочери Уильяма Понсонби, 1-го барона Понсонби. Он поступил в Тринити-колледж в Кембридже в 1821 году, получив степень магистра искусств в 1823 году.

## Политическая карьера
Виконт Хоуик заседал в Палате общин Великобритании от Уинчелси (1826—1830), Нортумберленда (1831—1832), Северного Нортумберленда (1832—1841) и Сандерленда (1841—1845).
В 1830 году когда его отец Чарльз Грей был назначен премьер-министром Великобритании, Генри Джордж Грей был назначен заместителем государственного секретаря по делам войны и колоний (1830—1834). В 1835 году виконт Хоуик вошёл в состав правительства лорда Мельбурна в качестве военного секретаря и провел несколько административных реформ, особенно путем подавления злоупотреблений, наносящих ущерб войскам в Индии. В 1839 году подал в отставку, не одобряя взгляды ряда своих коллег.
Эти неоднократные отставки создали ему репутацию капризного человека, которую он не уменьшил своей склонностью ставить в неловкое положение своих старых коллег своими действиями по вопросам свободной торговли на сессии 1841 года.
Когда после отставки сэра Роберта Пиля в декабре 1845 года лорд Джон Рассел был призван сформировать министерство, виконт Хоуик, ставший графом Греем после смерти своего отца в июле прошлого года, отказался войти в новый кабинет, если лорд Палмерстон будет министром иностранных дел.
Став министром колоний в 1846 году, он повсюду сталкивался с трудными проблемами, с которыми в основном справлялся успешно. Он был первым министром, провозгласившим, что колониями следует управлять ради их собственной выгоды, а не ради метрополии. Метрополия систематически предоставляла им самоуправление, насколько тогда казалось возможным. Уступка, согласно которой колониям было разрешено облагать налогом импорт из метрополии ad libitum, не принадлежала ему, он протестовал против этого, но его решение было отклонено.
В 1848 году Генри Джордж Грей был избран в Законодательный совет Нового Южного Уэльса, представляя город Мельбурн, несмотря на то, что никогда не посещал колонию. Его место было объявлено вакантным в 1850 году из-за его неявки. Эти выборы были протестом против правления Сиднея, и в 1850 году лорд Грей представил Закон об управлении австралийскими колониями, который отделил округ от Нового Южного Уэльса и стал колонией Виктория.
После выхода на пенсию он написал историю и защиту своей колониальной политики в форме писем лорду Джону Расселу («Колониальная политика администрации лорда Джона Рассела», 1853). Он ушёл в отставку вместе с правительством в феврале 1852 года. Ему не нашлось места в новом правительстве лорда Абердина, сформированном в декабре того же года, и хотя во время Крымской войны общественное мнение указывало на него как на наиболее подходящего человека на посту военного министра, он больше никогда не занимал этот пост. В течение оставшейся части своей долгой жизни он подвергал критике государственные дела.

## Семья
9 августа 1832 года лорд Грей женился на Мэри Копли (? — 14 сентября 1879), дочери сэра Джозефа Копли, 3-го баронета из Спротборо (1769—1838), и леди Сесил Гамильтон (1770—1819). У них не было детей. Она умерла в сентябре 1879 года. Лорд Грей пережил её на пятнадцать лет и умер 9 октября 1894 года в возрасте 91 года. Графский титул унаследовал его племянник Альберт Грей (1851—1917).
Пригород Хоуик в Окленде (Новая Зеландия) назван в честь графа.

## Наследие
3-й граф Грей был автором нескольких книг, в том числе:
- Colonial Policy of the Administration of Lord John Russell (1853)[7]
- Parliamentary government considered with reference to a reform of Parliament (1858)
- Parliamentary government considered with reference to a reform of Parliament. A new edition containing suggestions for improvement of our representative system…(1864)[8]